# Graugés (Borredà)
Graugés és un mas –catalogat a l'Inventari del Patrimoni Arquitectònic de Catalunya– al veïnat del Coll de Bas, al peu del camí ral de Berga a Ripoll, prop de l'església i nucli urbà de Borredà (Berguedà), és documentada des del s. XVIII com una de les masies del terme jurisdiccional del monestir de Santa Maria de Ripoll. Masia orientada cap a llevant d'estructura clàssica coberta a dues aigües, totalment arrebossada. La façana té la porta central allindanada i a banda i banda s'hi reparteixen simètricament les obertures; al primer pis hi ha tres arcs de mig punt amb balconada de ferro forjat i al pis superior una balconada central més petita flanquejada per dos grups de finestres d'arc de mig punt. La resta de façanes han perdut l'arrebossat original i deixen veure murs de pedra irregular.

## Història
1. 1 2  «Graugés». Inventari del Patrimoni Arquitectònic de Catalunya.   Direcció General del Patrimoni Cultural de la Generalitat de Catalunya. [Consulta: 28 setembre 2015].